# Nemescsó
Nemescsó (em alemão: Tschobing; croata e esloveno: Čobin) é um município da Hungria, situado no condado de Vas. Tem 7,38 km² de área e sua população em 2015 foi estimada em 279 habitantes.